# Daniela Larreal Chirinos
Daniela Larreal Chirinos   (Maracaibo, 2 d'octubre de 1973 - Las Vegas, 11 d'agost de 2024) fou una ciclista veneçolana especialista en proves de pista que va participar en cinc Jocs Olímpics, i va guanyar diverses medalles en competicions internacionals.
Va morir a Las Vegas, on residia a causa de la seva postura contrària al govern de Maduro, possiblement l'11 d'agost de 2024 a causa d'un ennuegament amb menjar.

## Trajectòria esportiva
Fou filla de Daniel Larreal, un dels millors ciclistes veneçolans, el seu primer campionat van ser els Jocs Centreamericans de 1990, i allí va aconseguir una medalla de plata.
Daniela va participar en cinc Jocs Olímpics: Barcelona 1992, Atlanta 1996, Sydney 2000. Atenes 2004 i Londres 2012.
Als Jocs Olímpics de Sydney 2000 va participar en les proves de velocitat i 500 metres contrarellotge. En la velocitat va avançar fins a quarts de final, on va ser derrotada per l'australiana Michelle Ferris, i va acabar en la 8ª posició final, que li va valer un diploma olímpic. Per la seva banda en la prova de 500 metres contrarellotge va acabar en la 10ª posició amb un temps de 35.728.
Als Jocs Centreamericans i del Carib de San Salvador de 2002 va guanyar dues medalles d'or (en velocitat i keirin) una de plata (500 m contrarellotge), on va ser vençuda per la mexicana Nancy Contreras.
Als Jocs Panamericans de Santo Domingo de 2003, va aconseguir dues medalles de plata, en keirin i velocitat, ambdues proves guanyades per la nord-americana Tanya Lindenmuth. No obstant això Daniela no va poder participar en la prova de 500 metres contrarellotge, on tenia series opcions a medalla, a causa d'un problema intestinal.
En els Jocs Olímpics d'Atenes 2004 va participar únicament en la prova de velocitat, on va avançar fins a quarts de final abans de caure amb la canadenca Lori-Ann Muenzer. Finalment va repetir la 8a posició de quatre anys abans en Sydney.
Va ser la gran estrella dels Jocs Bolivarians de 2005, on va guanyar quatre medalles d'or (500 m contrarellotge, velocitat individual i per equips, i keirin)
En la 3ª prova de la Copa del Món de 2007, celebrada en Los Angeles el 22 de gener, va obtenir la medalla d'or a keirin, per davant de la xinesa Guo Shuang i de la nord-americana Jennie Reed.
Va participar en la 4ª prova de la Copa del Món, que es va disputar en Manchester i en els Campionats del Món de ciclisme en pista que es van celebrar a Palma.
A Londres 2012, va aconseguir un nou diploma olímpic per a Veneçuela, al acabar entre els 10 millors del món en Prova de Velocitat. Aquesta competició va significar els seus últims Jocs Olímpics, com diu en el seu twitter @DanielaLarreal: "Gràcies a tots pel seu suport, no vaig aconseguir una medalla Olímpica, però si li vaig donar al meu país 22 anys de Triomfs, Record i exemple a la Joventut. Cinc Jocs Olímpics aconseguint estar entre les 8 millors del Món, els Amo a tots. Gràcies i m'acomiado en el meu millor escenari Olímpic".
Daniela també ha aconseguit importants triomfs en altres competicions com els Campionats Panamericans, els Jocs Sud-americans, els Jocs Alba, etc.
A part dels seus èxits esportius Daniela Larreal és Llicenciada en Educació Física.

## Palmarès
- 1998
  - Medalla d'or als Jocs Centreamericans i del Carib en Velocitat
- 2000
  - Campiona Panamericana en 500 metres
- 2001
  - 1a als Campionats Panamericans en Velocitat individual
- 2002
  - Medalla d'or als Jocs Centreamericans i del Carib en Velocitat
  - Medalla d'or als Jocs Centreamericans i del Carib en Keirin
  - Medalla d'or als Jocs Centreamericans i del Carib en Scratch
  - Medalla d'or als Jocs Sud-americans en 500 m. contrarellotge
- 2005
  - 1a als Campionats Panamericans en Keirin
- 2006
  - Medalla d'or als Jocs Sud-americans en 500 m. contrarellotge
  - Medalla d'or als Jocs Sud-americans en Keirin
  - Medalla d'or als Jocs Sud-americans en Velocitat
- 2010
  - Medalla d'or als Jocs Centreamericans i del Carib en 500 m. contrarellotge
  - Medalla d'or als Jocs Centreamericans i del Carib en Velocitat
  - Medalla d'or als Jocs Centreamericans i del Carib en Keirin
  - Medalla d'or als Jocs Centreamericans i del Carib en Velocitat per equips
- 2011
  - Medalla d'or als Jocs Panamericans en Keirin
  - Medalla d'or als Jocs Panamericans en Velocitat per equips
- 2012
  - 1a als Campionats Panamericans en Velocitat per equips
- 2014
  - Medalla d'or als Jocs Sud-americans en Velocitat
  - Medalla d'or als Jocs Sud-americans en Velocitat per equips

### Resultats a laCopa del Món
- 2003
  - 1a a la Classificació general en Velocitat
  - 1a a Ciutat del Cap, en Keirin
- 2006-2007
  - 1a a Los Angeles, en Keirin